# 陳勇 (1969年)
陳勇，SBS，JP（1969年9月24日—），祖籍福建，香港社會工作者及政治人物。香港特別行政區第七屆立法會議員，現任香港再出發大聯盟副秘書長、新界社團聯會（新社聯）會長、民主建港協進聯盟副主席、第十二屆、第十三屆及第十四屆港區全國人大代表。於2008年至2015年期間任北區區議會委任議員，任內擔任社會服務、勞工及經濟事務委員會委員，亦為香港專業及資深行政人員協會成員、曾擔任公民教育委員會委員（2010年至2014年）。

## 背景
陳勇生於河南省開封市，小學畢業後，於1984年15歲時來港與父母一同生活，在青衣臨時房屋區成長，畢業於中華基督教會全完中學。他就讀中學期間到電子廠工作，持有香港城市大學社會工作(榮譽)學士及香港中文大學法律與公共事務碩士學位。
陳勇在1999年香港區議會選舉中，在葵青區葵芳選區與街坊工友服務處立法會議員梁耀忠對壘落敗。梁耀忠曾回應對陳勇有印象，幾乎每日都用大聲公同當區選民講解工作，甚至成為民建聯當年做地區的工作模式。其後於2005年獲民政事務局局長嘉許獎章。由2007年起，陳勇響應特區政府的號召營辦社會企業，先後開始經營「大埔水陸墟」及「晴天茶座」。陳勇於2011年再獲特區政府委任為太平紳士，2014年獲頒銅紫荊星章。
2014年與周融等人組成「保普選反佔中大聯盟」，並任執行委員會成員。
2014年1月獲政府委任為大嶼山發展諮詢委員會非官方委員，任期兩年，並於2016年再獲委任。
2021年參選2021年香港立法會選舉功能界別的港區人大政協及有關全國性團體代表界，以432票成功當選。

## 外部連結
- 開拓東北助港整體發展
- 陳勇有意選人大 （页面存档备份，存于）
- 陳勇的Facebook專頁